# Liste des sites et monuments classés de la wilaya de M'Sila
Cet article présente une liste des sites et monuments classés de la wilaya de M'Sila, en Algérie.

## Liste
| Id    | Identification du bien                                  | Datation      | Commune            | Coordonnées    | Catégorie du classement                     | Mesures et date de protection | Date de publication au Journal Officiel | Illustration    |                       |
| ----- | ------------------------------------------------------- | ------------- | ------------------ | -------------- | ------------------------------------------- | --- | --------------------------------------- | --------------- | --------------------- |
| 28-1  | Camps d'El Djorf                                        | Moderne       | Ouled Derradj      | à géolocaliser | Classé                                      | Classé parmi les sites et monuments historiques par arrêté du 03/11/1999, après avis favorable de la commission nationale des monuments historiques émis lors de ses réunions du 18/04/1987, du 7/03/1988, du 17/06/1990, du 30/12/1991, du 19/01/1995, du 05/03/1996, du 13/05/1997, du 24/12/1997, du 24/12/1997, et du 26/07/1998. | N° 87 du 08/12/1999                     | Image manquante | Télécharger une image |
| 28-2  | Kalâa de Beni Hammad                                    | Médiévale     | Maadid             | à géolocaliser | Classé                                      | 1-Classé parmi les sites et monuments historiques en date du 14/01/1952, Conformément à l'article 62 de l'ordonnance N° 67-281 du 20/12/19672 2- Inscrit sur la liste du patrimoine mondial en 1980 | N° 07 du 23/01/1968                     |                 | Télécharger une image |
| 28-3  | Gravures rupestre d'el Arais                            | Préhistorique | Ben Srour          | à géolocaliser | Inscription sur l'inventaire supplémentaire | Inscrit sur l'inventaire supplémentaire Arrêté signé par le wali N° 2441 du 25/09/2014 | Arrêté non pub au journal officiel      | Image manquante | Télécharger une image |
| 28-4  | Gravures rupestre de Tafza                              | Préhistorique | Tamsa              | à géolocaliser | Inscription sur l'inventaire supplémentaire | Inscrit sur l'inventaire supplémentaire Arrêté signé par le wali N° 2440 du 25/09/2014 | Arrêté non pub au journal officiel      | Image manquante | Télécharger une image |
| 28-5  | Moulin Ferrero                                          | Contemporaine | Bou Saâda          | à géolocaliser | Inscription sur l'inventaire supplémentaire | Inscrit sur l'inventaire supplémentaire Arrêté signé par le wali N° 1797 du 24/08/2008 | Arrêté non pub au journal officiel      |                 | Télécharger une image |
| 28-6  | Site Ain Grimidi                                        | Antique       | Sidi Aïssa         | à géolocaliser | Inscription sur l'inventaire supplémentaire | Inscrit sur l'inventaire supplémentaire Arrêté signé par le wali N° 653 du 04/01/2009 | Arrêté non pub au journal officiel      | Image manquante | Télécharger une image |
| 28-7  | Site Aras                                               | Antique       | Tarmount           | à géolocaliser | Inscription sur l'inventaire supplémentaire | Inscrit sur l'inventaire supplémentaire Arrêté signé par le wali N° 654 du 04/01/2009 | Arrêté non pub au journal officiel      | Image manquante | Télécharger une image |
| 28-8  | Site archéologique Ain Khermen Esselmia                 | Antique       | Benzouh            | à géolocaliser | Inscription sur l'inventaire supplémentaire | Inscrit sur l'inventaire supplémentaire Arrêté signé par le wali N° 2445 du 25/09/2014 | Arrêté non pub au journal officiel      | Image manquante | Télécharger une image |
| 28-9  | Site archéologique Hanchir Remada                       | Antique       | Magra              | à géolocaliser | Inscription sur l'inventaire supplémentaire | Inscrit sur l'inventaire supplémentaire Arrêté signé par le wali N° 2443 du 25/09/2014 | Arrêté non pub au journal officiel      | Image manquante | Télécharger une image |
| 28-10 | Site archéologique Kherbet El Ghourfa, Kherb El Kralifa | Antique       | Dehahna            | à géolocaliser | Inscription sur l'inventaire supplémentaire | Inscrit sur l'inventaire supplémentaire Arrêté signé par le wali N° 2442 du 25/09/2014 | Arrêté non pub au journal officiel      | Image manquante | Télécharger une image |
| 28-11 | Site archéologique Mawkie El Jadida                     | Antique       | Benzouh            | à géolocaliser | Inscription sur l'inventaire supplémentaire | Inscrit sur l'inventaire supplémentaire Arrêté signé par le wali N° 2444 du 25/09/2014 | Arrêté non pub au journal officiel      | Image manquante | Télécharger une image |
| 28-12 | Site EL Gahra                                           | Antique       | Mohamed Boudiaf    | à géolocaliser | Inscription sur l'inventaire supplémentaire | Inscrit sur l'inventaire supplémentaire Arrêté signé par le wali N° 651 du 12/04/2009 | Arrêté non pub au journal officiel      | Image manquante | Télécharger une image |
| 28-13 | Site Kalaa Diab El Hillali                              | Antique       | Ouled Sidi Ibrahim | à géolocaliser | Inscription sur l'inventaire supplémentaire | Inscrit sur l'inventaire supplémentaire Arrêté signé par le wali N° 97 du 27/01/2010 | Arrêté non pub au journal officiel      | Image manquante | Télécharger une image |
| 28-14 | Site Koudiet Taaloub                                    | Antique       | Ouled Derradj      | à géolocaliser | Inscription sur l'inventaire supplémentaire | Inscrit sur l'inventaire supplémentaire Arrêté signé par le wali N° 652 du 12/04/2009 | Arrêté non pub au journal officiel      | Image manquante | Télécharger une image |
| 28-15 | Zaouia El Hamel                                         | Médiévale     | Bou Saâda          | à géolocaliser | Inscription sur l'inventaire supplémentaire | Inscrit sur l'inventaire supplémentaire Arrêté signé par le wali N° 1796 du 24/08/2008 | Arrêté non pub au journal officiel      |                 | Télécharger une image |